# Папуа (провинција)
Папуа (инд. Provinsi Papua), једна је од 34 провинције Индонезије. Провинција се налази на острву Нова Гвинеја у крајњем истоку Индонезије. Покрива укупну површину од 319.036 км ² и има 2.833.381 становника (2010). 
Већинско становништво су Папуанци и Меланежани, који су већином протестанти.  
Главни град је Џајапура.

## Историја
Од 1920. до 1949. године, регион је био у саставу холандске колоније под називом Холандске Источне Индије, која је обухватала данашњу Индонезију. Између 1949. и 1962. године регион је био део засебне холандске колоније под називом Холандска Нова Гвинеја, која је обухватала западни део острва Нова Гвинеја. 1962. године, ова територија долази под управу Уједињених нација, да би је 1969. године анектирала Индонезија. До 2003. године, провинција Папуа је обухватала цео западни део острва Нова Гвинеја, да би те године западни део провинције био издвојен у нову провинцију под називом Западна Папуа.

## Демографија
Већинско становништво ове покрајине чине староседеоци острва Нова Гвинеја, који говоре папуанске језике, за разлику од већег дела Индонезије у ком се говоре аустронежански језици. Међутим, процентуални удео староседелачког становништва у провинцији опада због досељавања из других делова Индонезије.
| 1971.   | 1980.     | 1990.     | 1995.     | 2000.     | 2010.     |
| ------- | --------- | --------- | --------- | --------- | --------- |
| 923.440 | 1.173.875 | 1.648.708 | 1.942.627 | 2.220.934 | 2.833.381 |

## Религија
Већина становништва провинције су хришћани, претежно протестанти, док мањи део становништва исповеда католицизам или ислам.

## Галерија
- Џајапура, главни град Папуе
- Мапа провинције на острву Нова Гвинеја